# Ботанічний сад Мадейри

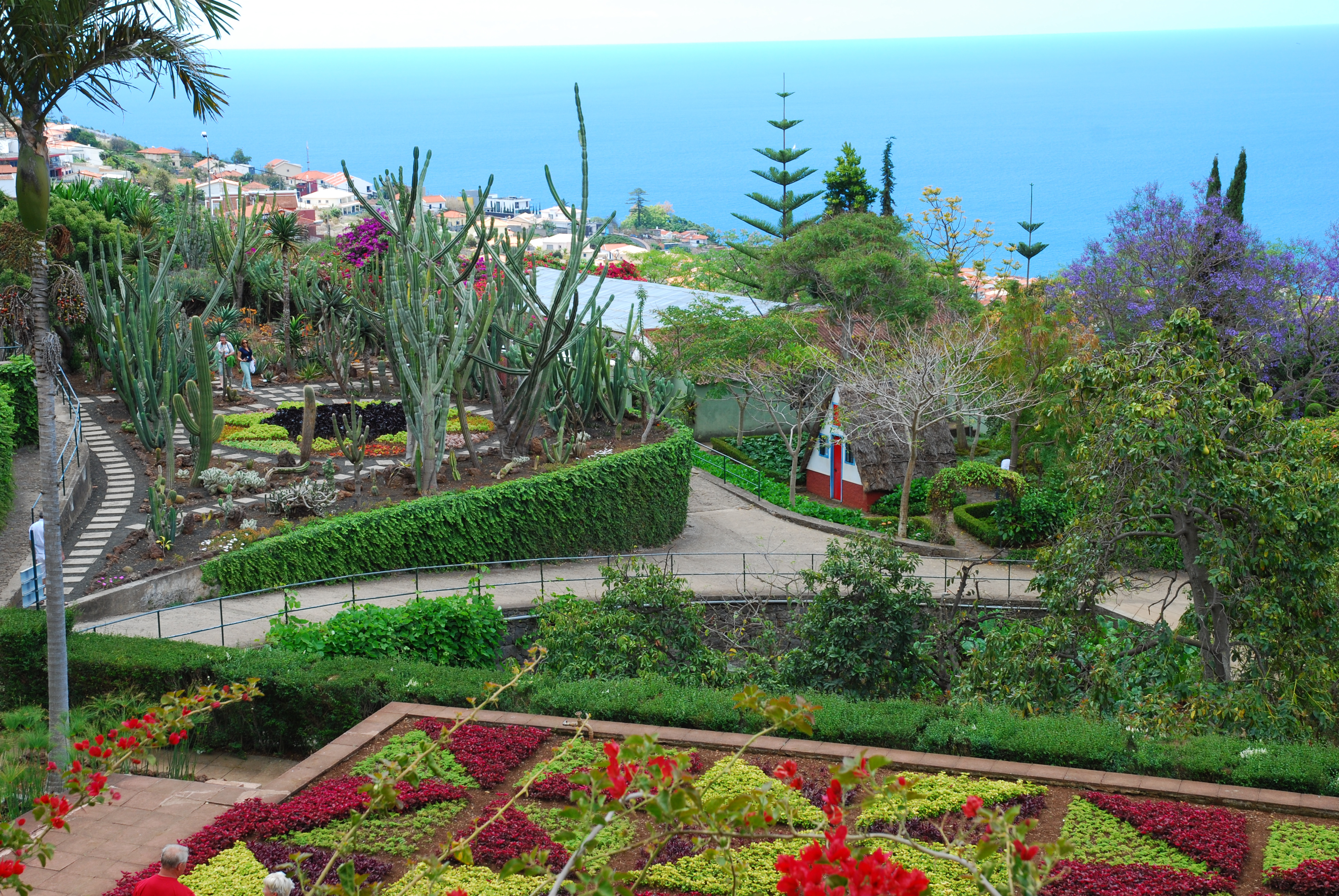
Вид на Атлантичний океан з ботанічного саду

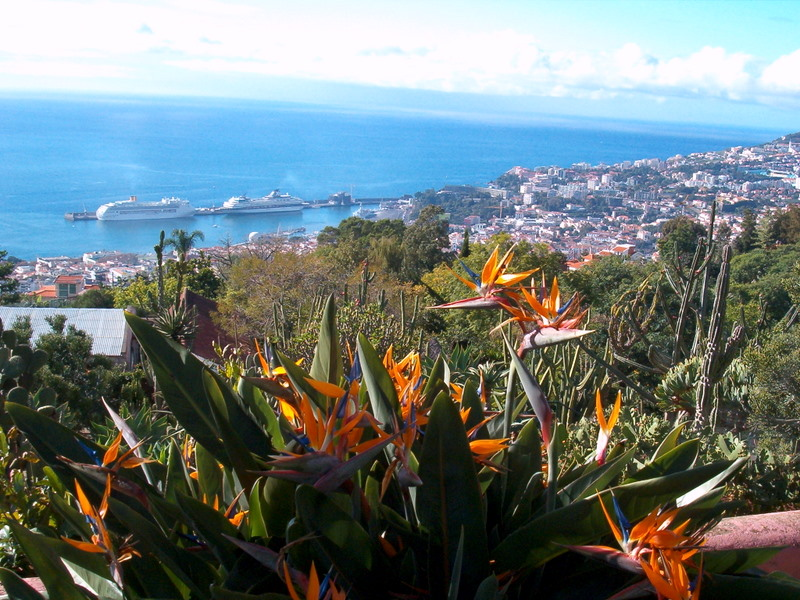
Стрелітція королівська і вид на Фуншал

Ботанічний сад Мадейри або Ботанічний сад Фуншала, Ботанічний сад Руї Вієйра (порт. Jardim Botânico da Madeira) — ботанічний сад у місті Фуншал на острові Мадейра (Португалія).
Ботанічний сад досліджує флору Макаронезії і, зокрема, вивчає рослинне біорізноманіття архіпелагу Мадейра. Міжнародний ідентифікаційний код ботанічного саду MADJ.
Відкритий щодня з 9.00 до 18:00.
Розташований за 3 км від центру міста Фуншал. Заснований інженером Руї Вієйра і відкритий 30 квітня 1960 року. У період з 2000 по 2009 рік понад 2,8 мільйона туристів і жителів Мадейри відвідали ботанічний сад.

## Опис ботанічного саду
Площа ботанічного саду 8 га. Тут росте більше 2500 видів рослин з усіх континентів, у тому числі 200 видів місцевих рослин.
Ботанічний сад має п'ять основних відділов:
- корінні і ендемічні рослини;
- дендрарій — рослини з Гімалаїв і тропічних регіонів;
- сукуленти — в основному з Південної Америки;
- тропічні культурні, ароматичні і лікарські рослини, у тому числі тропічні і субтропічні фрукти, як, наприклад, манго, авокадо, папая, кавове дерево і цукрова тростина;
- парк Лойро — колекція екзотичних птахів, таких як карликові папуги.

Сад також має ділянку топіарного мистецтва, де можна побачити зразки фігурної стрижки кущів та дерев.

## Галерея

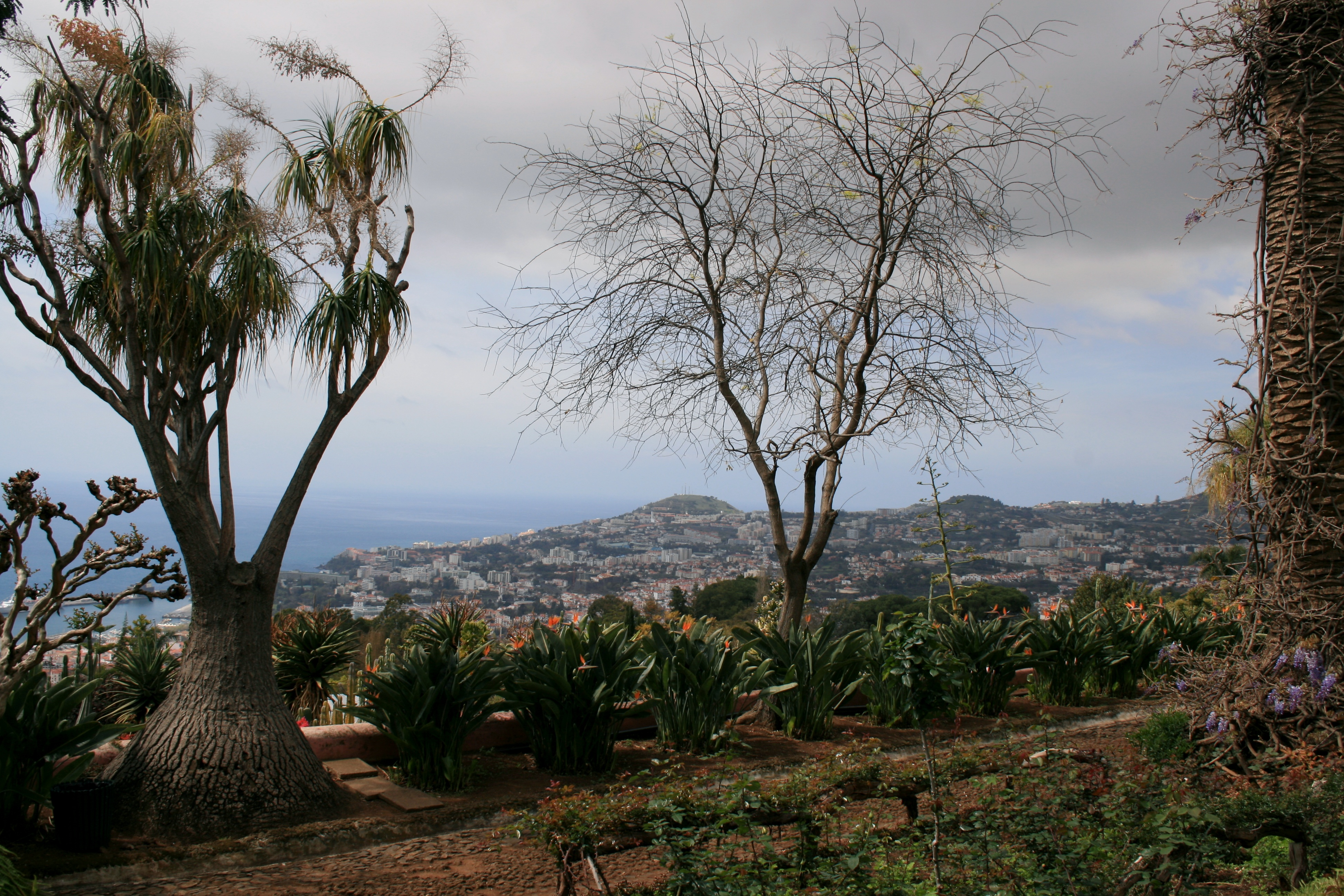
У ботанічному саду
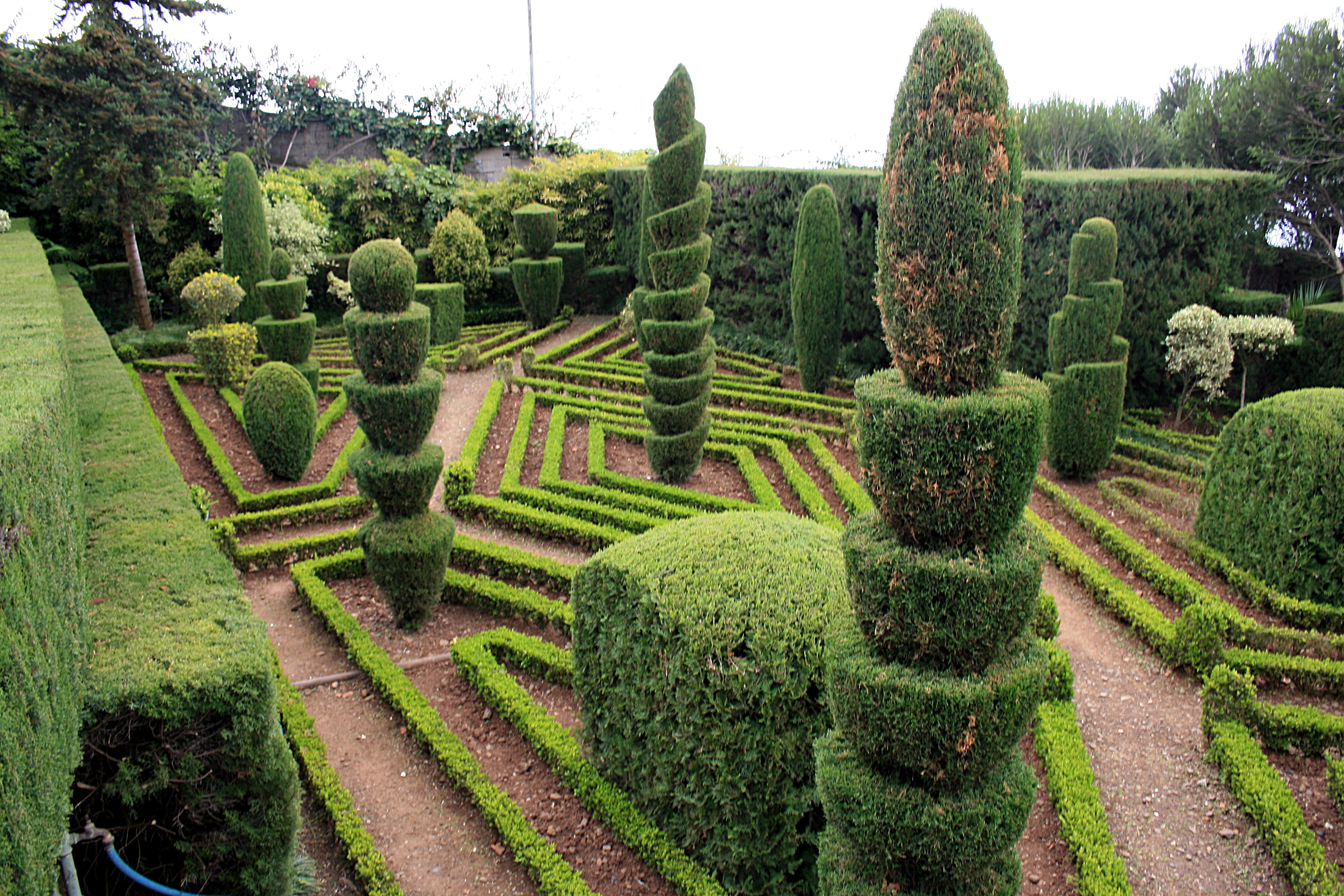
Ділянка топіарного мистецтва
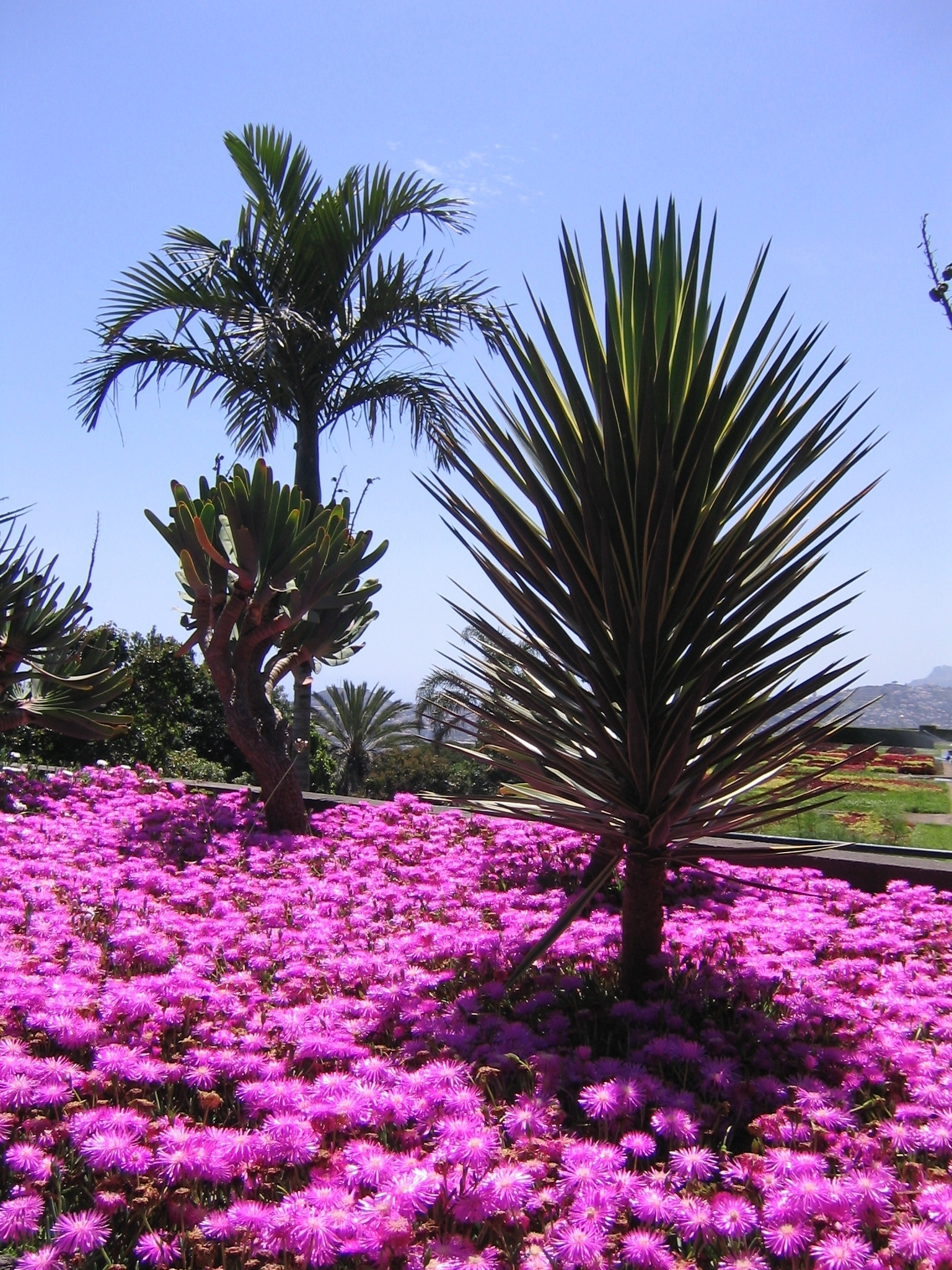
Квіти і сукуленти
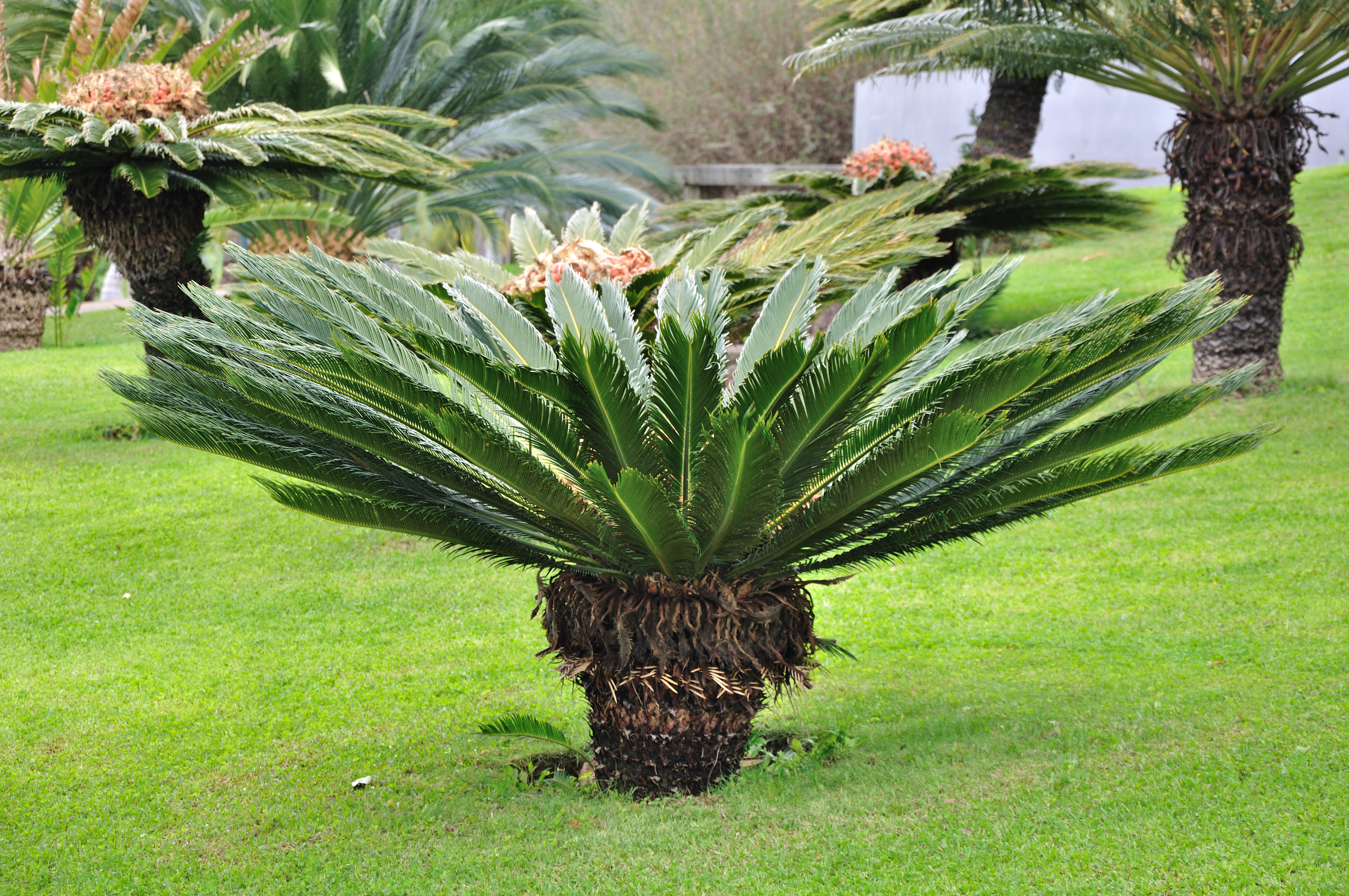
Саговник поникаючий
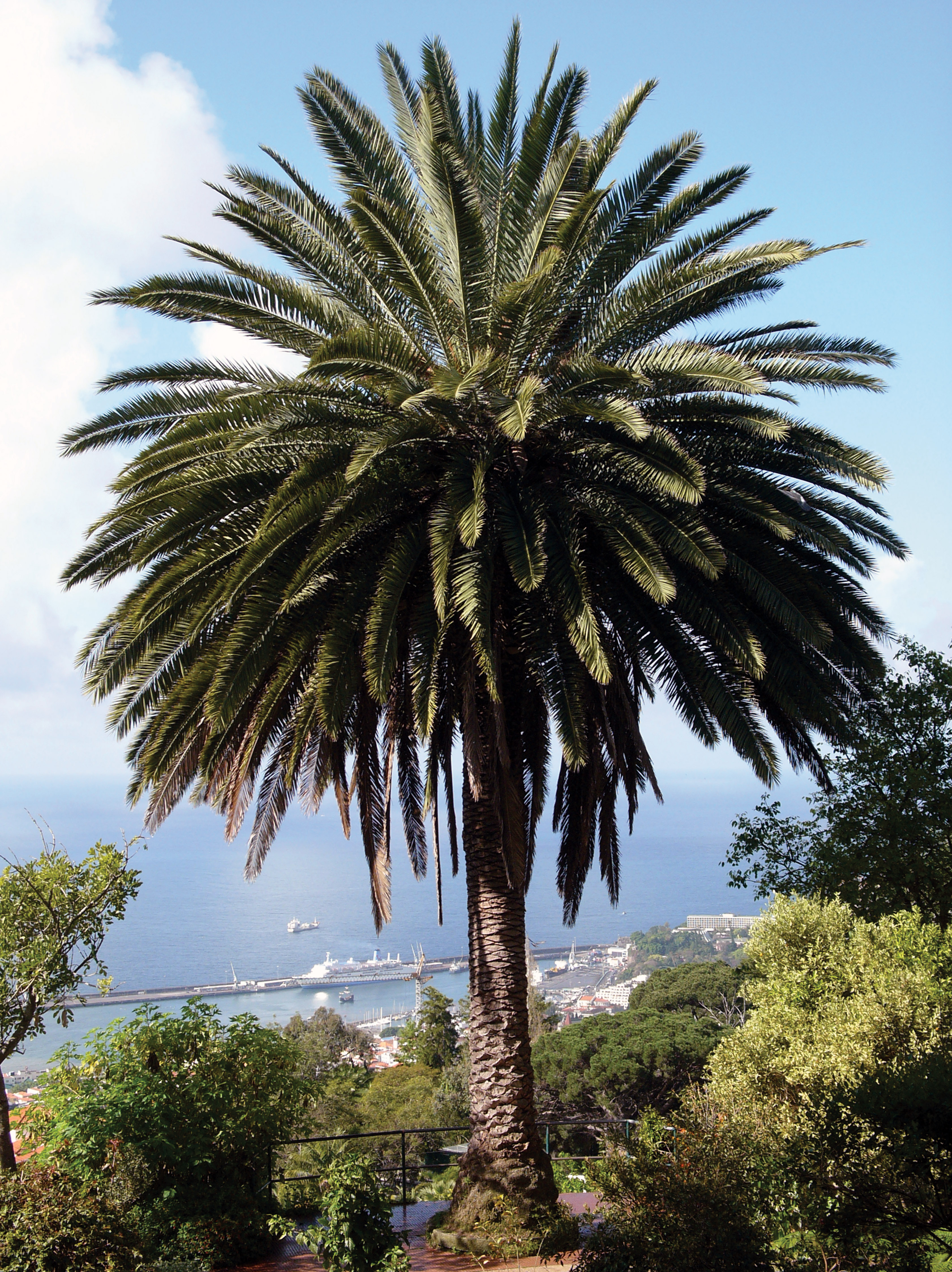
Фінікова пальма канарська
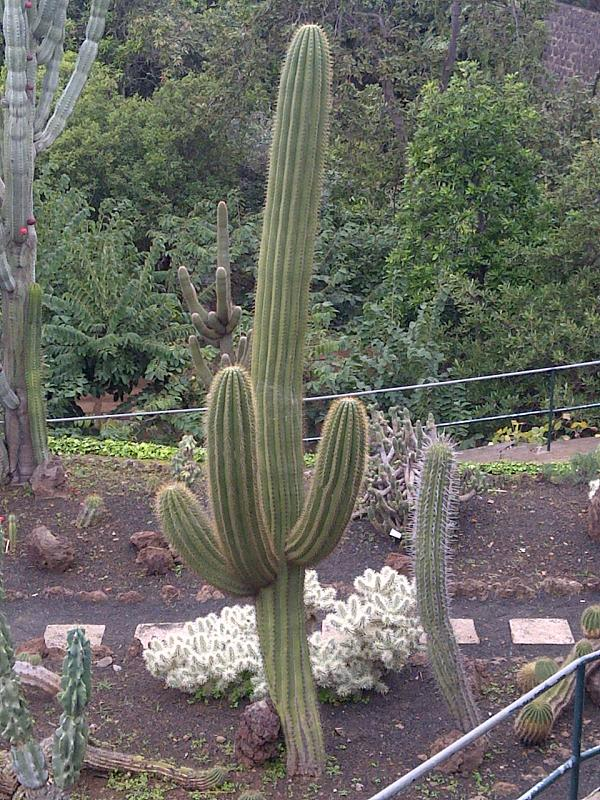
Carnegiea gigantea
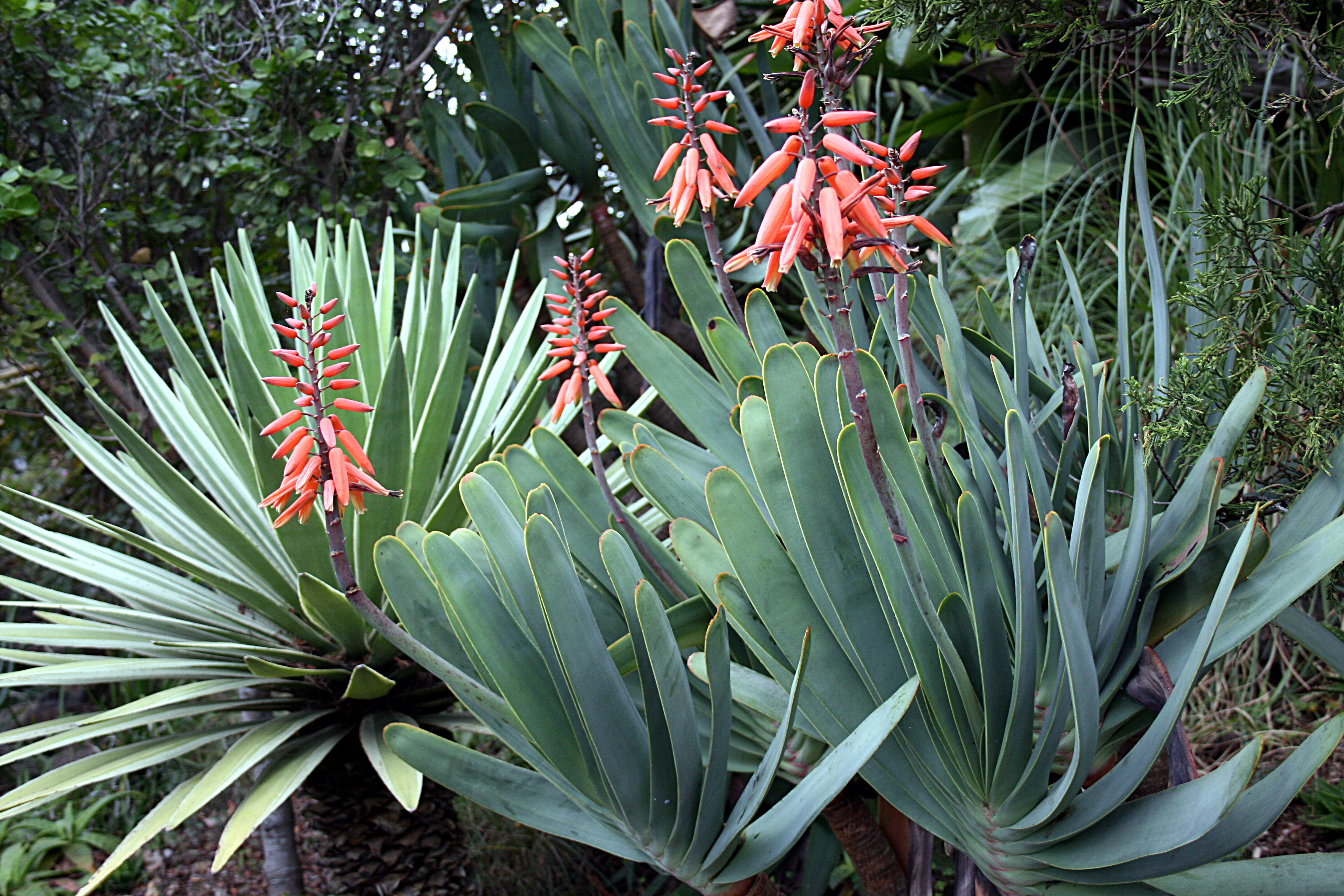
Aloe plicatilis
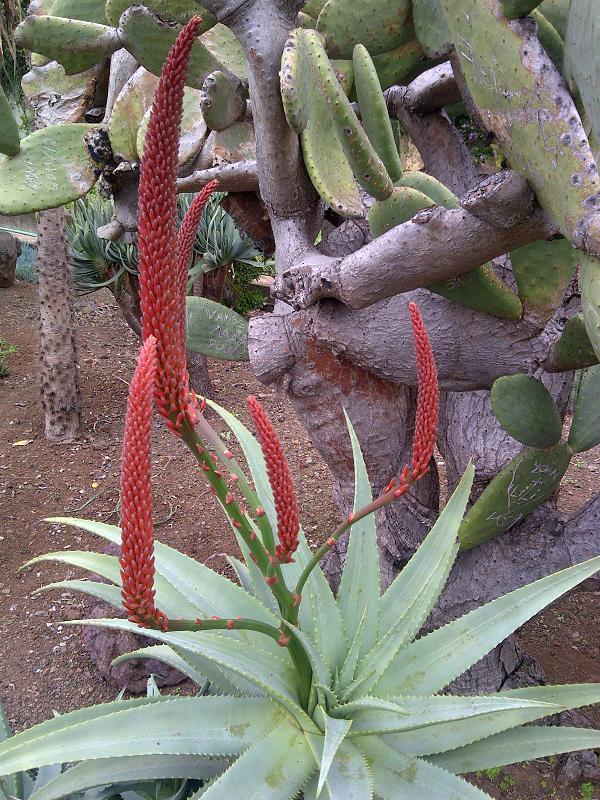
Aloe ferox
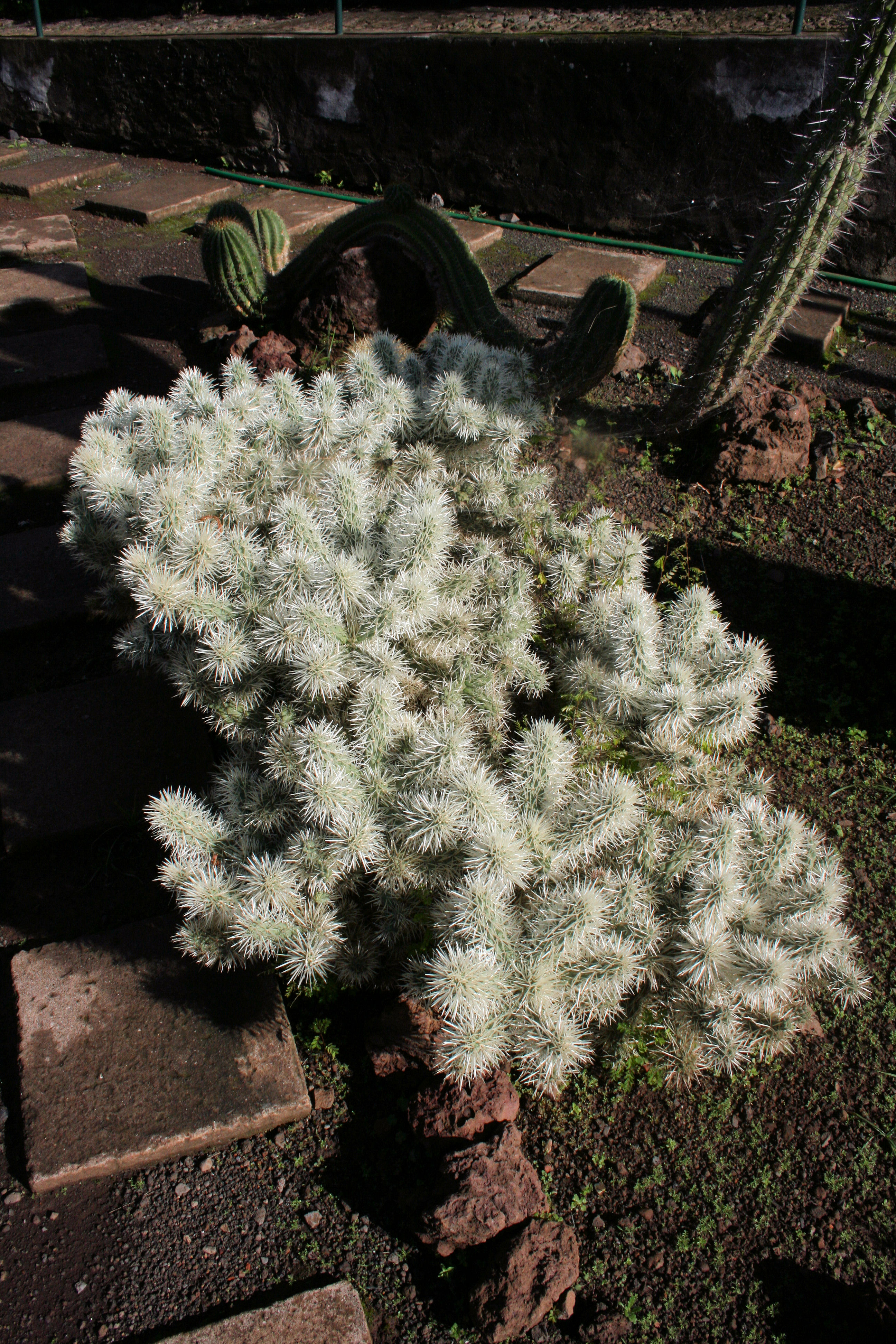
Opuntia acanthocarpa
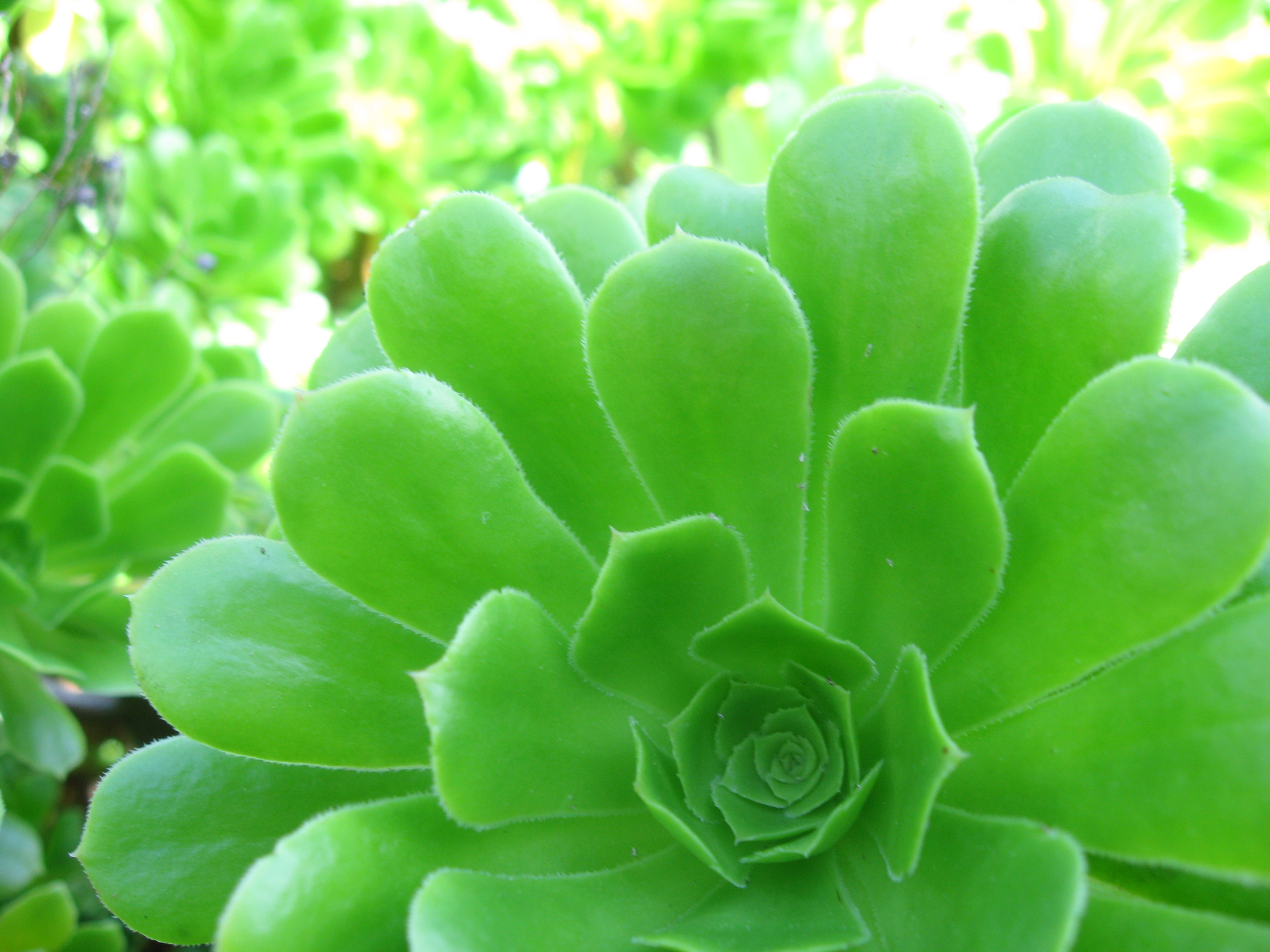
Еоніум
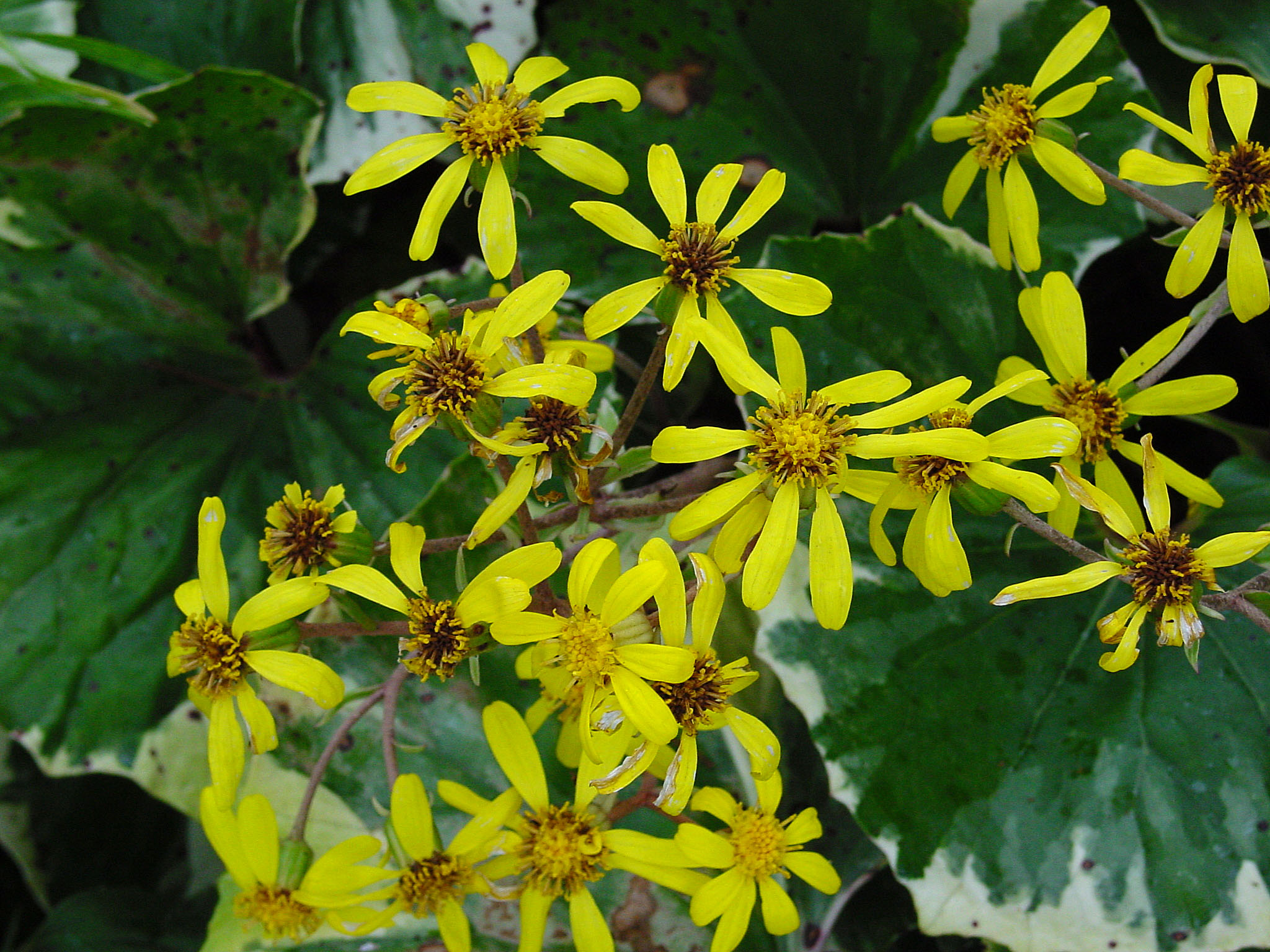
Ligularia tussilaginea
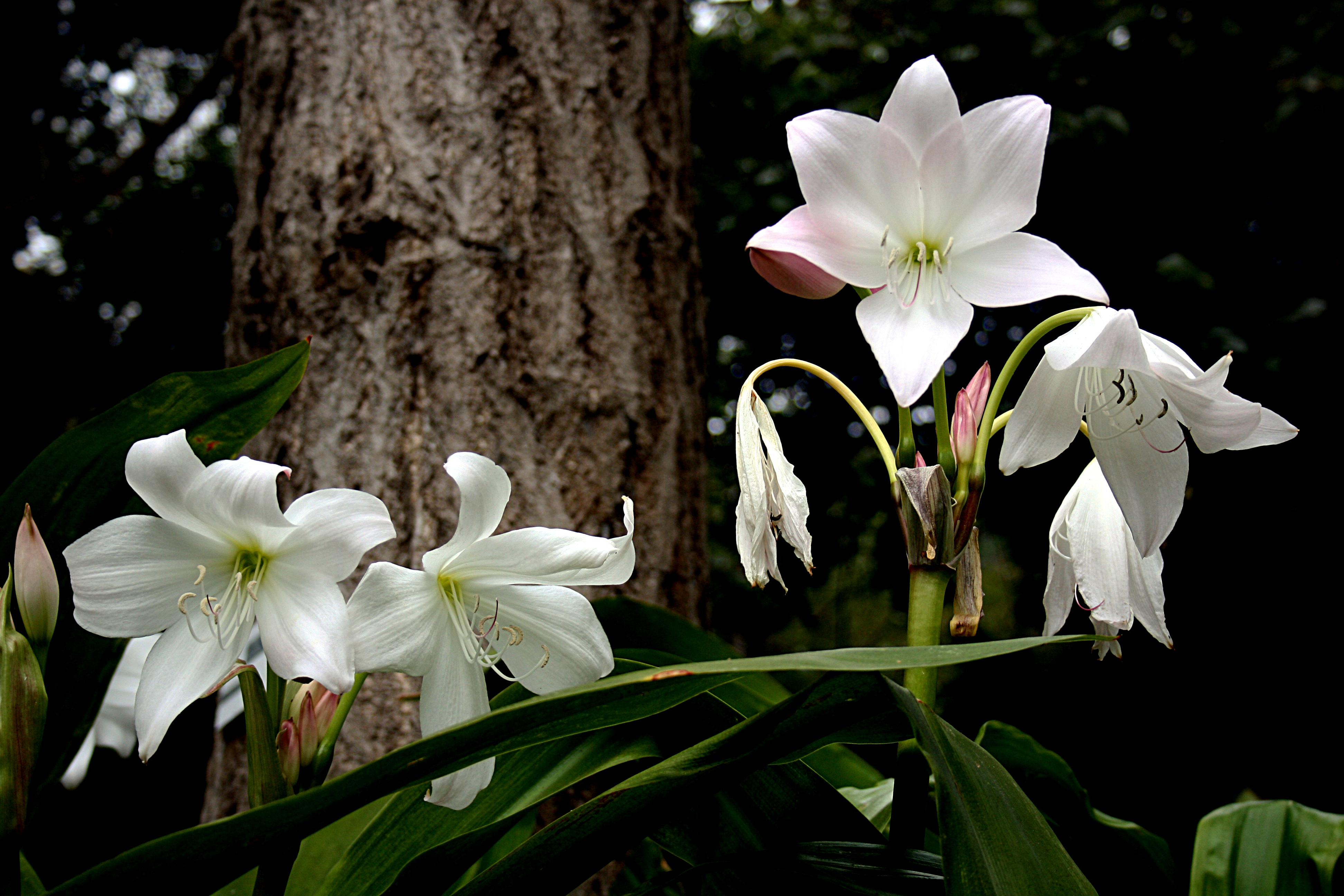
Crinum moorei
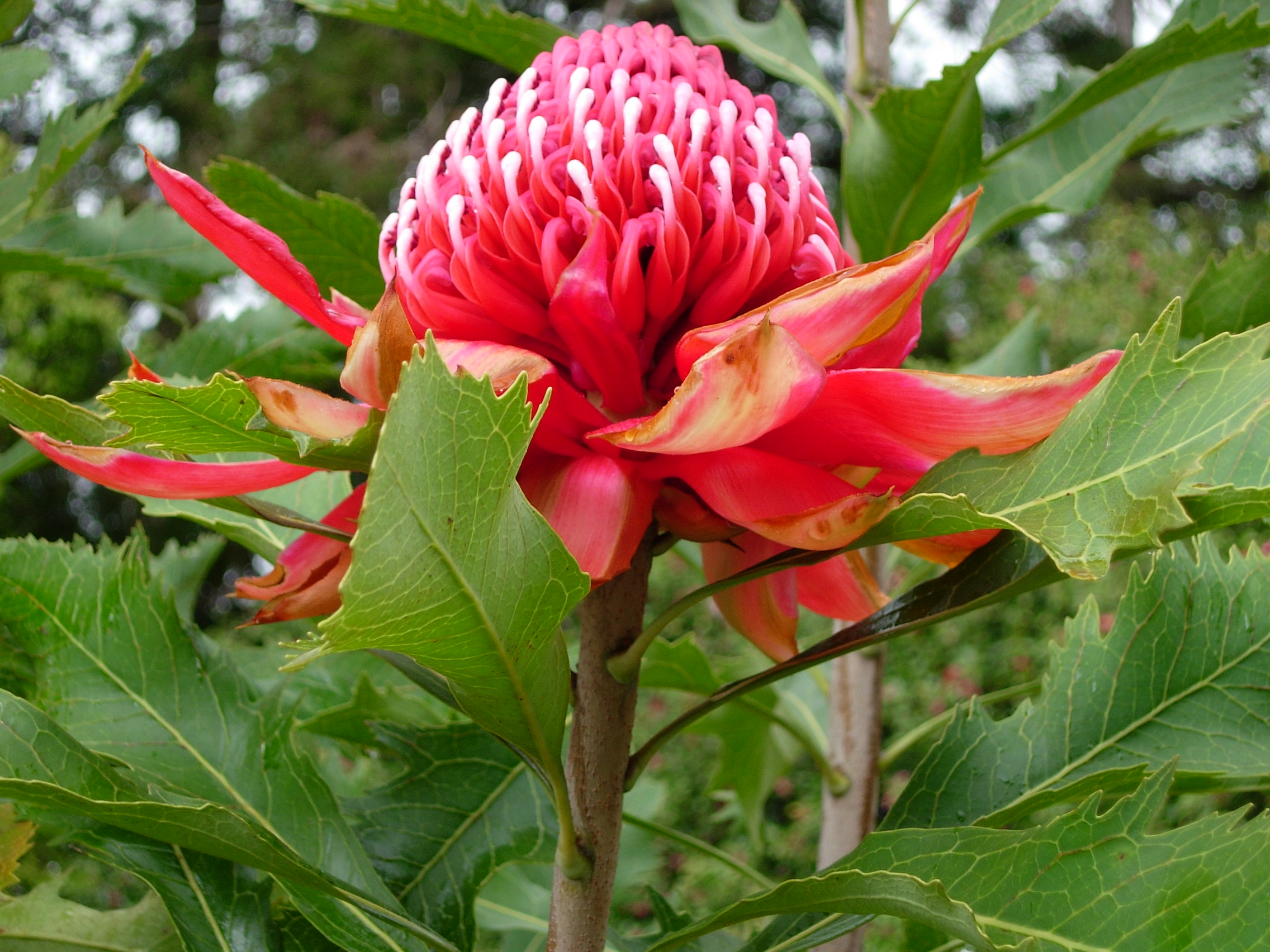
Telopea speciosissima
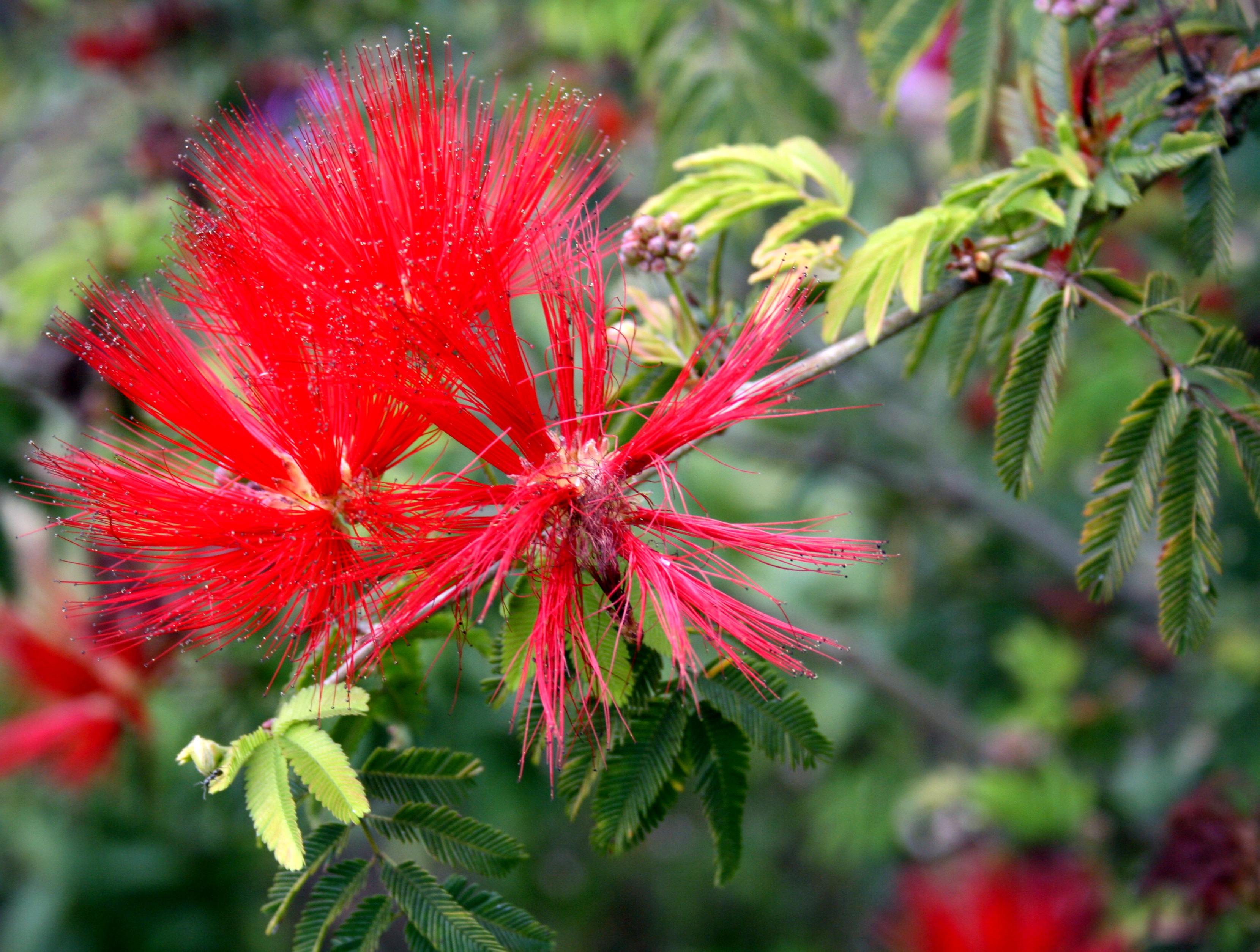
Calliandra